# 米爾敦 (蒙大拿州)
米爾敦（英語：Milltown）是位於美國蒙大拿州米蘇拉縣的非建制地區。

## 歷史
米爾敦的郵局自1912年營運至今。

## 地理
米爾敦所處的海拔為高於海平面1002米（即3287英呎），而該地所採用的時區為UTC-6，即北美山地時區（MST）。同時該地設有夏令時間，為UTC-7調快一小時，即UTC-6（MDT）。